# Красное Сормово
«Кра́сное Со́рмово» — судостроительное предприятие в Сормовском районе Нижнего Новгорода, одно из старейших предприятий в данной отрасли. Основано в 1849 году компанией «Нижегородская машинная фабрика и Волжско-Камское буксирное и завозное пароходство», как многопрофильное предприятие для выполнения ответственных государственных заказов.
18 июня 1918 года постановлением Всероссийского Совета Народного Хозяйства объявлено общенародной собственностью.
Наименование «Кра́сное Со́рмово» получило 17 ноября 1922 года по постановлению президиума Нижегородского губисполкома. Было присвоено имя А. А. Жданова. С 1994 года является открытым акционерным обществом, полное название — ОАО «Завод „Красное Сормово“». В 2015 году завод сменил свой статус с ОАО на ПАО.
Завод «Красное Сормово» — одно из крупнейших судостроительных предприятий России. Выпускает речные суда и суда типа река—море, оборудование для буровых установок, понтоны, сельскохозяйственные машины. По состоянию на 2006 год структура завода включает четыре основных производства, пять вспомогательных производств и инженерный центр.
Основные производства:
- Корпусное и монтажное: обеспечивают выпуск основной продукции предприятия
- Механическое и металлургическое: обеспечивают выпуск побочной продукции, в частности сельскохозяйственных машин, запасных частей для крупных предприятий машиностроения и энергетики, судостроительного оборудования

Вспомогательные производства (ремонтно-механическое, ремонтно-строительное, электроремонтное, газовое хозяйство, транспортное производство) обеспечивают деятельность предприятия. В инженерном центре проводится разработка новых судов и других образцов продукции.
Из-за вторжения России на Украину предприятие находится под международными санкциями Евросоюза, США и ряда других стран

## Собственники и руководство
100 % акций принадлежит ОАО «Западный центр судостроения» (входит в ОСК).
На внеочередном собрании акционеров переизбран совет директоров предприятия, в него входят:
- Исполнительный директор Группы МНП Сергей Вотинцев,
- Генеральный директор завода «Красное Сормово» Михаил Першин,
- Директор по судостроению Группы МНП Андрей Иванов,
- Заместитель начальника управления судпрома Роспрома Владимир Костюков,
- Генеральный директор Группы МНП Вадим Малов,
- Президент холдинговой компании «Промышленные инвестиции» Сергей Николаев,
- Руководитель управления Росимущества по Нижегородской области Семён Тарасов.

## История предприятия

### Зарождение завода
Волго-Камский водный путь, будучи важнейшей торгово-транспортной артерией России, в XIX веке начал остро нуждаться в переходе на паровые суда. Парусный флот, беляны, мокшаны и расшивы уже не обеспечивали скорость и растущий объем перевозок, а первые пароходы, построенные кустарным способом на местных верфях В. А. Всеволжского («Пожива» 1817 года) или Евреинова Д. П., были еще несовершенны и ненадежны. До 1843 года развитие также сдерживала  монополия на постройку пароходов, которой владел петербургский промышленник Карл Берд. К этому времени на Волге было построено всего 16 пароходов.
8 марта 1849 года в Петербурге возникла «Компания Нижегородской машинной фабрики и Волжского буксирного и завозного пароходства», учреждённая Львом Викторовичем Кочубеем (сыном председателя Государственного совета В. Кочубея), флигель-адъютантом императорской свиты Владимиром Александровичем Меншиковым (сыном главы Морского ведомства А. Меншикова) и промышленно-финансовым магнатом Дмитрием Егоровичем Бенардаки (считается основателем завода). Компаньоны решили строить в окрестностях Нижнего Новгорода судостроительное предприятие, выделив на это 500 000 руб. серебром. Для реализации проекта 30 июня 1849 года в Нижний Новгород прибыл представитель компании Алексей Иванович Узатис (отставной майор и горный инженер, получивший опыт судостроения во время флотской службы), который, с трудом преодолев сопротивление потенциальных конкурентов, выкупил у помещицы Крюковой участок земли на правом берегу Волги между деревнями Сормово и Мышьяковка.
21 июля 1849 года Балахнинский уездный суд утвердил купчую. Эта дата является днем рождения завода Красное Сормово.
Строительство машинной фабрики под руководством Узатиса началось интенсивно. К концу 1849 года, на месте вырубленной дубравы, уже возвели первые 3 здания с жилыми флигелями и сараями, часть оборудования выписывалось из Бельгии и устанавливалось под руководством бельгийских инженеров Арно, Кадо и механика Жориссена. К моменту создания работало 18 токарных, строгальных, навальных и точильных станков, паровой молот, 20 печей и горнов, механизмы обслуживали 2 паровые машины в 5 и 25 л. с. Работали цеха токарный и слесарный, чугунолитейный с кузницей, мастерская, верфь для сборки судов, котельная. Сормовский завод был в десятке самых передовых в России. Первыми рабочими завода стали кустари из государственных крестьян Сормова, Починка, Копосова и др. деревень Козинской волости Балахнинского уезда и горожане Нижнего, их численность быстро росла: 1849 — 95 человек, 1854 — 200 человек, 1855 — 496 человек, 1856 — более 600.

### Дореволюционный период

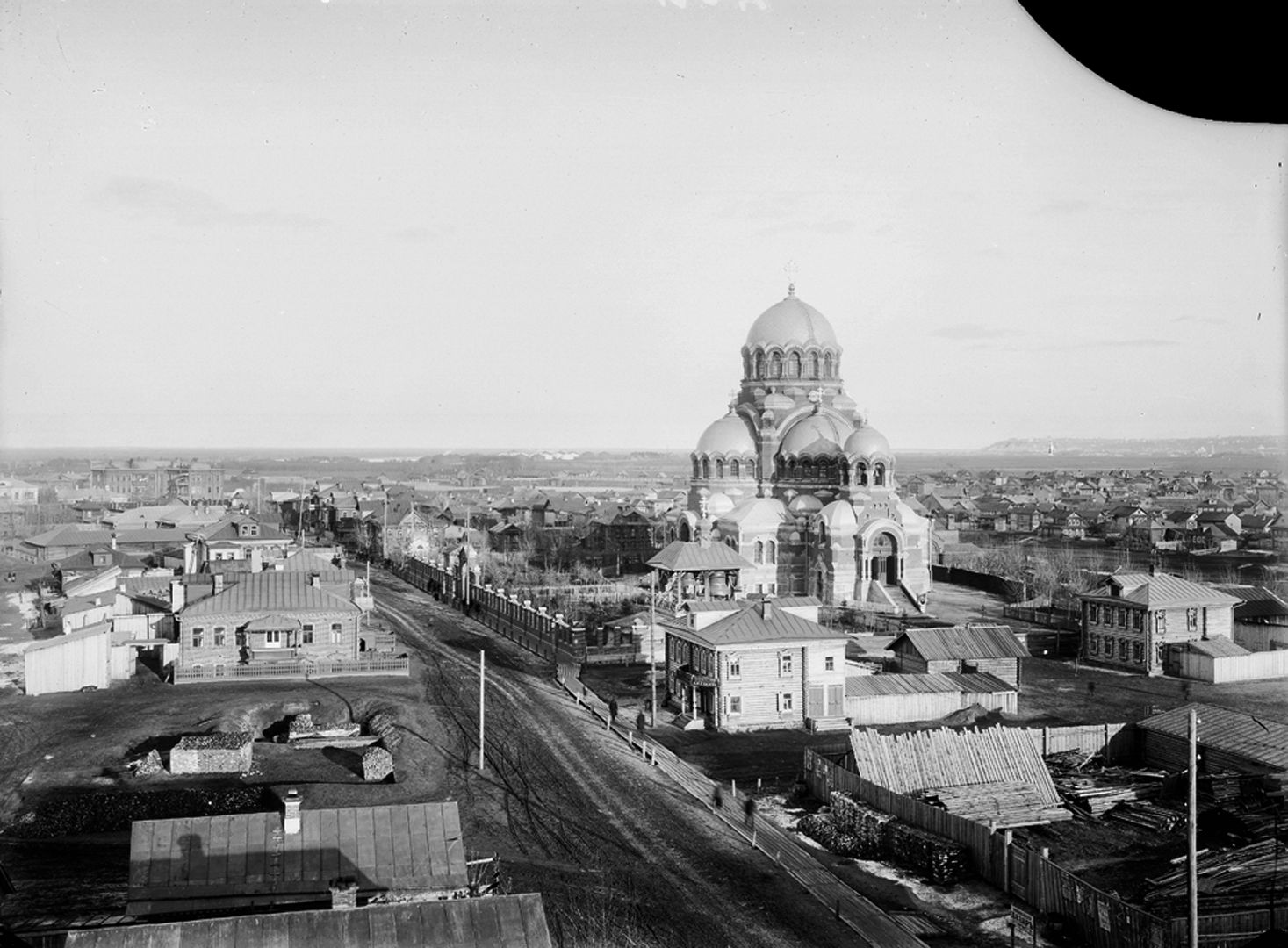
Сормово в 1900 году.

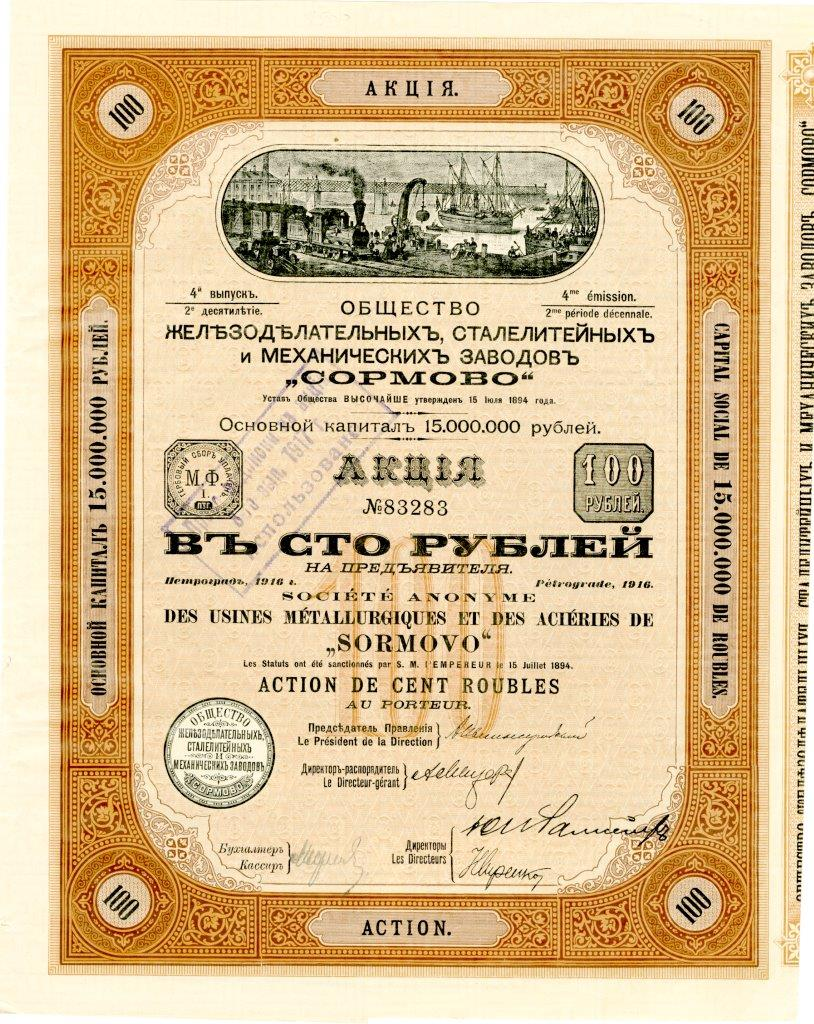
Акция в 100 руб. на предъявителя, 4-го выпуска, Общества железоделательных, сталелитейных и механических заводов «Сормово» с основным капиталом в 15 млн руб. Петроград, 1916 год.

В мае 1850 года со стапелей завода было спущено на воду первое судно — деревянный колёсный пароход «Ласточка», который был оснащен паровой машиной паровозного типа 24 л. с. также сормовского производства. В том же году был построен двухтрубный кабестан «Астрахань» с машиной Берда. Первым пароходом с металлическим корпусом стал «Орёл», спущенный на воду 30 апреля 1852 года. Первые суда шли на оснащение дочернего Волжского пароходства, с 1852 года началось производство продукции внешним заказчикам.
Владельцы фабрики традиционно придерживались курса на независимость и активное внедрение новой техники, строились эллинги, доки, обновлялось оснащение цехов, росло мастерство инженеров и рабочих, увеличивались доходы. Железо поставлялось с Демидовских заводов Урала, лес с реки Унжи, снасти и другие материалы покупались на Нижегородской ярмарке и в соседних губерниях, только котловые трубки выписывались из Англии. На заводе работал губернский механик Николай Александрович Корсаков, который проводил испытания котлов и внес ряд усовершенствований в их технологию, и кораблестроитель Михаил Михайлович Окунев, под его руководством строились несколько железных пароходов. К 1856 году 45 % отечественных пароходов Волжско-Камского бассейна были сормовского производства, у потребителей они славились хорошей «ходкостью» и надёжностью.
7 мая 1854 года «Компания Нижегородской машинной фабрики и Волжского буксирного и завозного пароходства» была преобразована в «Камско-Волжское акционерное пароходное общество» с капиталом 800 000 руб., прежние компаньоны постепенно распродавали акции, а Дмитрий Егорович Бенардаки, грек по национальности, скупал их, разразившийся финансово-кредитный экономический кризис способствовал этому и 3 февраля 1860 года Бенардаки стал единоличным хозяином Сормова. К этому моменту он владел уже десятками предприятий в разных концах страны, на которых работало ок. 7 000 рабочих, а также землёй в Киевской, Подольской, Херсонской, Таврической, Вятской, Вологодской и Оренбургской губерниях населенных 10 000 крестьян.
В 1864—1867 годы завод пережил очередную полосу упадка, связанную с общероссийским кризисом, возникшим на фоне отмены крепостного права. Объём производства сокращался с 306 до 161 000 руб., численность рабочих с 703 до 77 человек, однако Дмитрий Бенардаки уделял большое внимание развитию завода, в 1869 года он, с целью получения выгодных заказов на развернувшимся в России строительстве железных дорог, организует сталеплавильное производство для чего привлекает молодого инженера Александра Износкова, который строит и, в апреле 1870 года, запускает первую российскую сталеплавильную печь системы Сименса-Мартена (мартеновская печь). В том же году, на Всероссийской промышленной выставке в Петербурге, Бенардаки получает бронзовую медаль «за введение литья по способу Сименса-Мартена», а в 1872 году Императорское общество при Московском университете, присудило сормовской стали Большую золотую медаль на Московской политехнической выставке.
28 мая 1870 года Бенардаки умер, по завещанию состояние магната переходит Греции, Сормовский завод становится собственностью его сыновей. 4 февраля 1872 года, по инициативе надворного советника Ивана Петровича Балашова, организуется акционерное общество «Сормово», учредителями которого стали: сам Балашов, наследники Бенардаки и князь Белосельский-Белозерский. В АО вошли заводы Сормово и Авзяно-Петровский железоделательный (Оренбургская губ.), капитал составил 2,55 млн руб. Сормово с судостроительной тематики начинает переходить на железнодорожную продукцию, за год была получена рекордная прибыль — 1,33 млн руб. (рост в 2,3 раза).
К 1873 году на заводе работают 11 отделений по машиностроительному, судостроительному, сталелитейному, железопрокатному и железнодорожному профилю, Сормово становится крупнейшим индустриальным предприятием России, однако, промышленный кризис 1873—1875 годах нанёс по нему сильнейший удар. АО «Сормово» лопнуло, долги составили 12 млн рублей, пароходство распродаётся, завод находится на грани закрытия, произошёл спад производства в 6 раз, численность рабочих уменьшается в 7 раз, судостроение в Сормово прекращается до 1885 года.
11 апреля 1875 года, указом царя Александра II, над имуществом и делами наследников Бенардаки учреждается опека, опекуны — сенатор и тайный советник Н. А. Генгросс и крупный железнодорожный магнат России М. Н. Журавлёв, фактически став управляющими наследства Бенардаки и используя связи в верхах, получили казённый заказ на производство 3000 железнодорожных вагонов и право на беспошлинный завоз 50 % материалов из-за границы. В 1876—80 годы из Сормова вышло 17 % вагонного парка страны (6628 шт.), а также различные принадлежности для дорожного строительства и большие партии артиллерийских снарядов, в 1878 году проложена 7 верстовая железнодорожная ветка к станции Нижний Новгород. Предприятие вновь поднялось, став одним из крупнейших и хорошо оснащённых заводов страны.

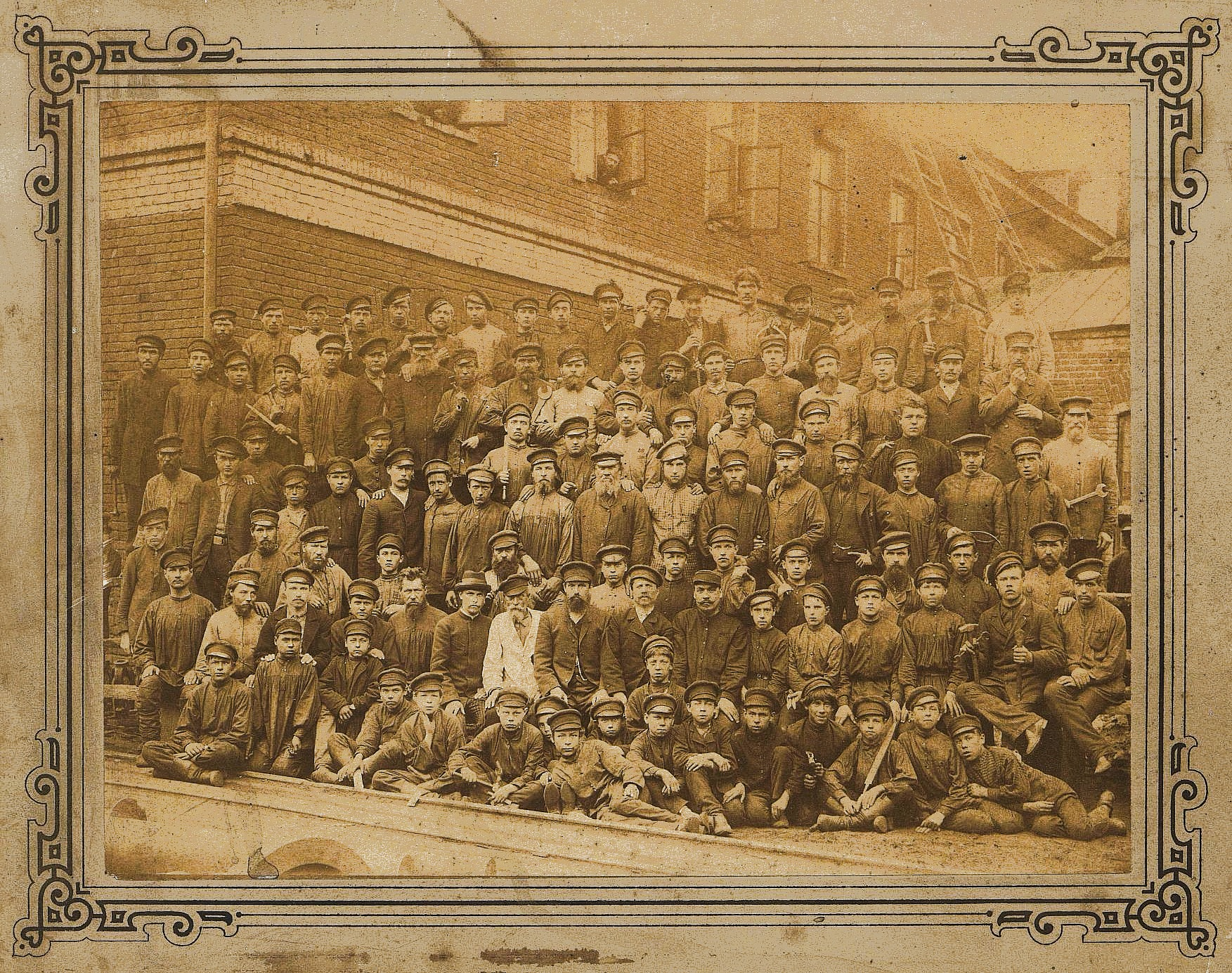
Сормово. Рабочие, мастера и служащие механического цеха Сормовского завода. 1893 год

В 1879 году объём производства достиг рекордных значений, приблизившись к 3 млн рублей, в 1881 году прибыль опекунов достигла 2 млн руб. Ежемесячное производство составляло 200—250 товарных и 10 пассажирских вагонов, кроме того, производились паровые котлы, трубы, мостовые части и др. Металлургические мощности составляли до 2600 пудов стали и до 3000 пудов проката в день. В 1882 году как признание качества продукции Сормовскому заводу было присуждено право изображения государственного герба.
В 1883—1885 годах вновь произошёл кризис, спад производства и убытки, из которых завод выходил очень медленно, наследники Бенардаки окончательно потеряли права собственности на предприятие, а 15 июля 1894 года Высочайше утверждён Устав акционерного Общества железоделательных, сталелитейных и механических заводов «Сормово», основными владельцами акций стали крупные столичные банки: Международный коммерческий, Русский для внешней торговли и Петербургский учётно-ссудный. В правление общества вошли А. А. Вернандер, Я. Н. Утин, Ю. И. Рамсейер. Промышленный подъём в последнее десятилетие XIX века привёл к новым заказам и рекордным прибылям, в «Сормово» проведена широкая модернизация производства, на которую было затрачено около 10 млн руб.
С начала XX века до Октябрьской революции завод выполняет крупные правительственные заказы военного профиля. На заводе в 48 цехах и семи технических бюро работает около 20 000 человек.

#### Судостроение

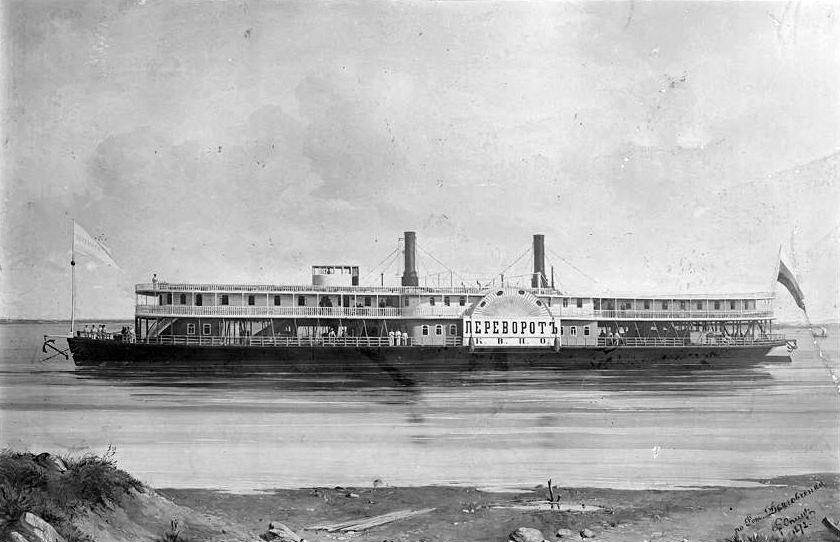
Пароход «Переворот»

Начав со строительства паровых судов с деревянными корпусами, завод быстро перешёл к пароходам и баржам с железной обшивкой. Среди заказов завода были как военные, так и гражданские: суда для Каспийской военной флотилии, первая в России землечерпательница (1858), туерные, буксирные, грузопассажирские и вспомогательные однопалубные суда. Первым двухъярусным судном Сормовской верфи стал пассажирский пароход «Переворот» (позднее переименованный в «Колорадо»), спущенный на воду в 1871 году. В 1887 году в рамках заказа нефтяной компании «Товарищество нефтяного производства братьев Нобель» завод строит свой первый морской танкер.
Во время Всероссийской выставки, проходившей в 1896 году в Нижнем Новгороде, завод представил двухпалубные колёсные пассажирские пароходы «Император Николай II» и «Императрица Александра», впервые оснащённые электрическим освещением. Важным событием стало создание первых в мире теплоходов. В 1903—1904 для «Товарищества Братьев Нобель» завод построил дизель-электроходы «Вандал» и «Сармат».
В 1902 году на заводе для крейсера «Очаков» были построены 2 самые большие в России паровые машины.
В 1908—1913 производство ещё более расширяется, выпускаются пароходы, переправы, первый в России морской дизельный танкер, караван судов для засыпки нефтеносного участка Биби-Эйбатской бухты (близ Баку).
В 1912—1914 годах на Сормовском заводе был построен пароход «Великая княжна Ольга Николаевна» (более известный под названием «Володарский»), проработавший на Волге более семидесяти лет, и ставший, таким образом, одним из самых долговечных волжских судов за всю историю.
За весь дореволюционный период завод выпустил 489 судов.

#### Паровозостроение

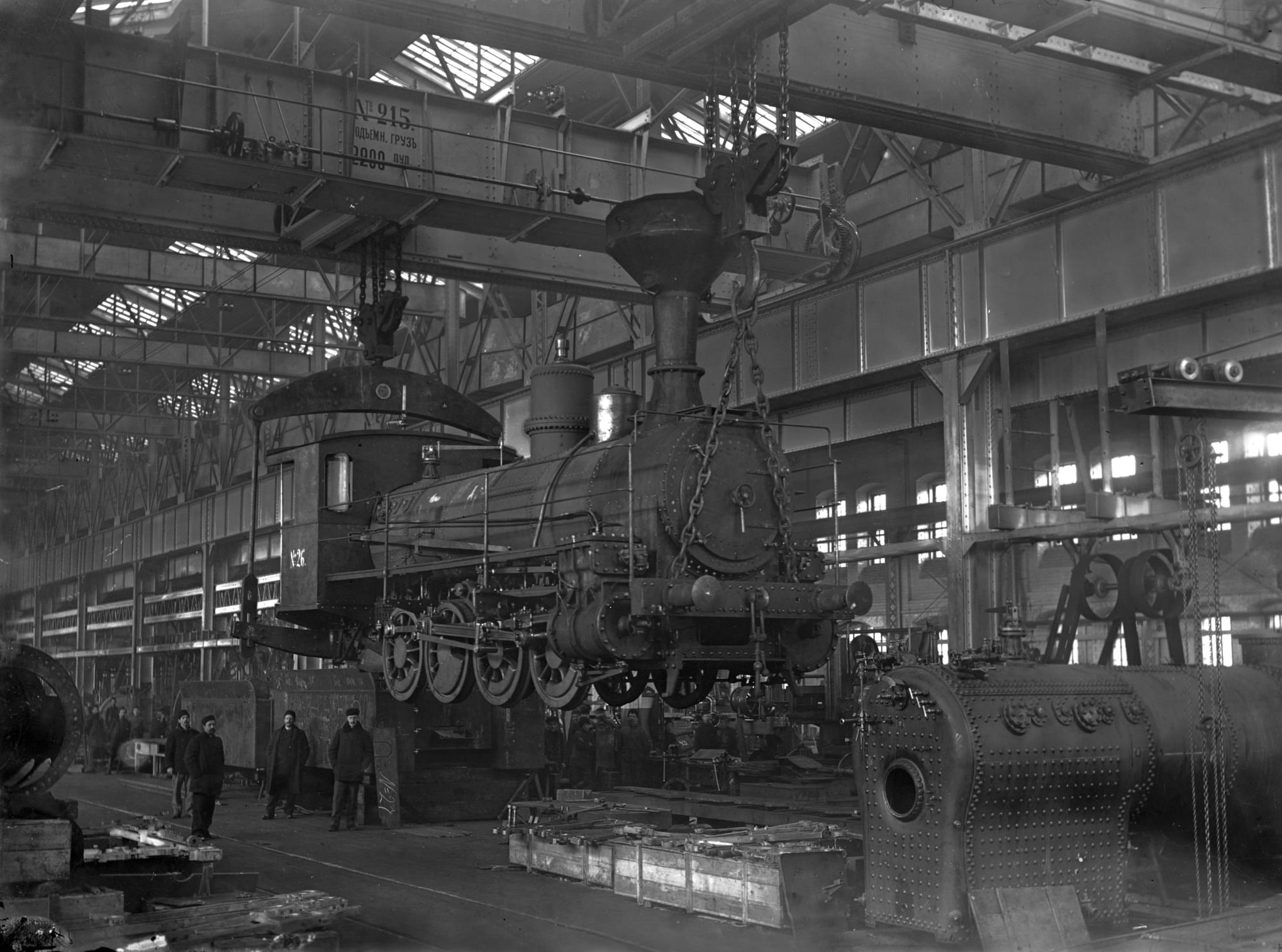
Паровоз серии Од в цехах Сормовского завода

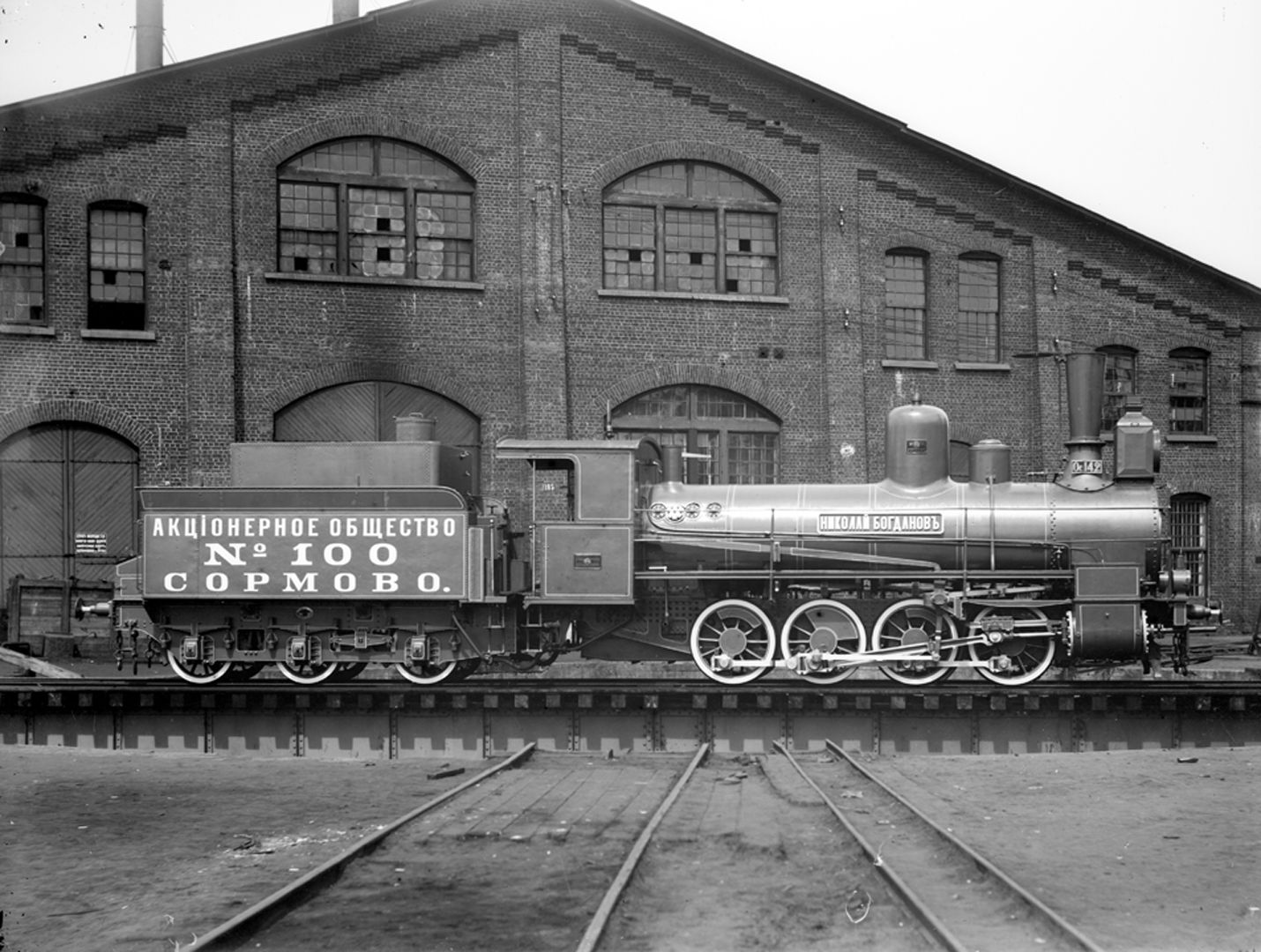
Выпуск 100-го паровоза на Сормовском заводе, 1899 год.

Паровозостроение на заводе было начато в 1898 году, когда завод выпустил сразу 28 паровозов серии Од. В 1910 году на заводе под руководством инженера Б. С. Малаховского был построен первый паровоз серии С — «Сормовский», получивший признание как лучший пассажирский дореволюционный паровоз России.

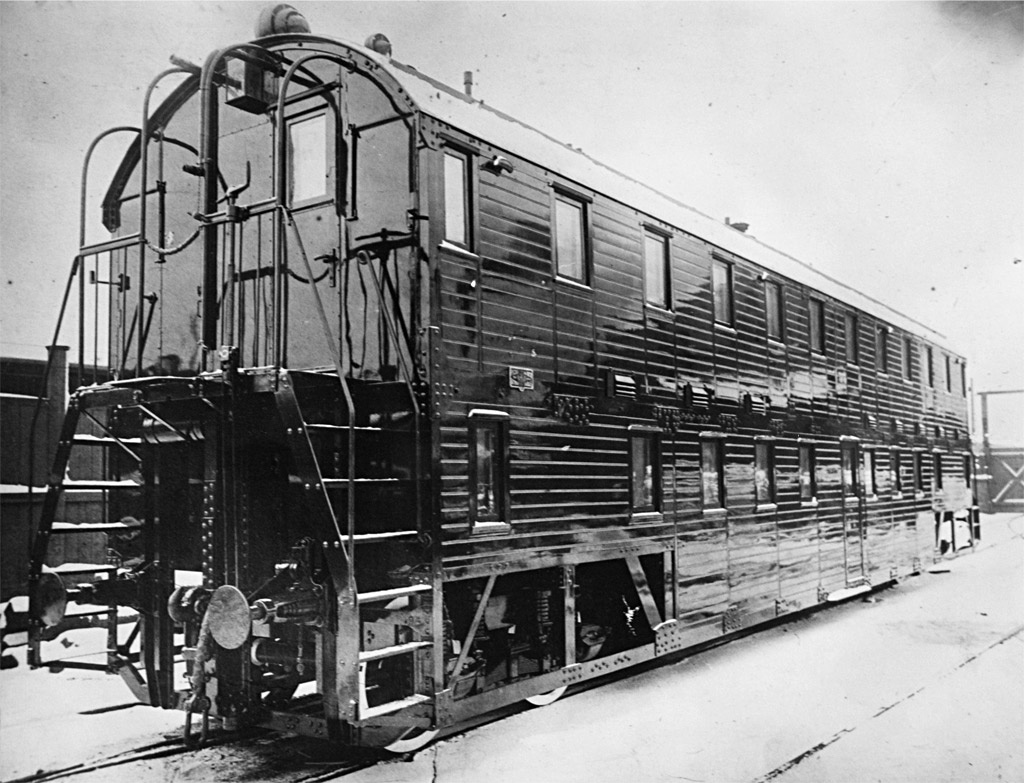
Двухэтажный пассажирский вагон, изготовленный на Сормовском заводе в 1907 году.

В 1907 году завод начал выпускать двухэтажные пассажирские вагоны IV класса. Предназначались для перевозки переселенцев на Дальний Восток. Вошёл в историю как «Столыпинский вагон» (длина кузова — 20 м, пассажировместимость — 106 мест). Верхний этаж предназначался для семей переселенцев, нижний — для размещения домашней живности и скота.

### Революционное движение
Сормовский завод отличался высокой активностью стачечного и революционного движения, зародившегося там в конце XIX века. Резкие колебания экономического развития тяжело отражались на положении рабочих, массовые увольнения и урезание расценок за работу в периоды кризиса сменялись потогонной системой с ненормированным рабочим днём во время экономического подъёма. С ростом завода усилился процесс перемещения рабочих между городом и посёлком, пришедшие на завод крестьяне, часто старообрядческой веры уже изначально были оппозиционно настроены по отношению к официальной власти. При увольнении же быстро вернуться к сельской жизни было невозможно, малоплодородные почвы и неблагоприятный климат региона ещё более затруднял это и толпы безработных часто дежурили у ворот завода. Важным фактором было и то, что в Нижний Новгород из столиц ссылали деятелей политической оппозиции различных течений, как правило, молодых, энергичных и теоретически хорошо подготовленных. Кроме того, острая потребность в квалифицированных рабочих вызывала необходимость привлечения людей из других городов, а вместе с этим шёл и обмен революционными кадрами.

#### Период до 1905 года
В 1889 и 1891 году, недалеко от Сормова, на судоремонтном заводе Курбатова возникли два первых в Нижнем Новгороде нелегальных марксистских кружка М. Г. Григорьева и Я. С. Пятибратова. В 1893 году из этих кружков, на значительно более крупный Сормовский завод, была направлена группа организаторов, которые возглавили кружки уже на новом месте, была создана подпольная типография. Наиболее активным деятелем социал-демократического движения в Сормово в этот период стал В. Ф. Шишкин. В. И. Ленин, посещая Нижний Новгород в 1893, 1894 и 1900 годах, встречался с сормовичами — активистами подпольного движения, консультируя их в вопросах революционной деятельности. Во второй половине 1894 года в результате полицейских облав удалось арестовать часть революционеров. В 1896 году после серии стачек прошла новая волна арестов, однако движение возникало вновь, уже с новыми членами, небольшая, но хорошо сплочённая группа активистов восстанавливала кружки заново.
В 1899 году, во время кризиса, начались задержки зарплаты и обман рабочих со стороны администрации, которая срезала расценки после выполнения работ. Недовольство рабочих вылилось в стихийную забастовку и беспорядки, во время которых были выбиты все стёкла на заводе, разгромлены магазины и разогнана полиция, машины заводской электростанции вывели из строя, засыпав их песком, директору завода Фоссу удалось бежать на моторной лодке. Ночью полицейские, жандармы и казаки заполнили Сормово, утром было арестовано 60 человек, 29 из них преданы суду, часть выслано, через 2 дня работа возобновилась. Был произведён полный расчёт с рабочими. За разгон бунтовщиков военнослужащим и полицейским Фосс от завода выдал премию. В том же году рабочие попытались создать кассу взаимопомощи для выдачи пособий в случае смерти, болезни, безработицы, однако губернатор и жандармское управление запретило. В ответ в 1900 году возникла нелегальная касса взаимопомощи, которая, по сути, стала партийной кассой социал-демократического подполья, однако в сентябре она была раскрыта и разгромлена жандармерией.
В 1900 году, по причине кризиса и снижения расценок, прошёл ещё ряд забастовок отдельных цехов, часть бастующих была уволена, на их место выписаны рабочие из Москвы, поползли слухи о готовящемся бунте, на возможное усмирение волнений было выдвинуто 6 рот солдат в полном вооружении, которые промаршировали по улицам Сормова. Осенью держателем партийной кассы и по сути, руководителем движения стал опытный подпольщик Пётр Заломов, потомственный судостроитель завода Курбатова, нанявшийся слесарем в механический цех, к весне 1902 года заводская организация насчитывала около 200 человек 1 мая 1902 года, после 5-тысячной демонстрации и стычек с полицией и войсками, Заломов был арестован, последовавшая за этим забастовка, в которой участвовало 2—3 000 рабочих, вновь обострила обстановку. По распоряжению губернатора Павла Унтербергера в готовности находились все силы полиции и войск города, для которых выделялись 2 судна, на случай необходимости быстрой переброски в Сормово. Перед 1 мая 1903 года прошли многочисленные аресты, 23 августа того же года возникла перестрелка между участниками рабочей сходки и отрядом полицейских под командой пристава Гольдгаммера в лесу возле Сормова. Численность жандармерии и полиции в Сормово росла. Новый начальник охранки Нижнего Новгорода ротмистр Грешнер активизировал борьбу с сормовской организацией РСДРП, вводилась система провокаций, помимо информаторов и шпионов, в среду революционеров внедрялись опытные предатели-профессионалы, которые собирали полную информацию, искусственно создавались псевдореволюционные организации, враждебно ориентированные к РСДРП и т. п.
Начало войны с Японией в январе 1904 года вновь вызвала падение расценок и рост штрафов, полиция брала на учёт и высылала всех подозрительных, аресты продолжались. 11 июня убийство в полиции рабочего Матвея Флорихина вновь всколыхнуло завод, 13 августа после очередного ужесточения штрафов встали все цеха, было арестовано около 100 человек, однако забастовку поддержали рабочие нефтезавода Тер-Акопова в Варихе, Курбатского, Выксунского заводов и Молитовской фабрики. Борьба шла 12 суток, с завода уволили 1200 человек, иногородних принудительно выслали, забастовка прекратилась. В среде революционеров начали создаваться боевые дружины.

#### Революция 1905 года
10 января в Сормово пришла весть о расстреле царскими войсками мирной демонстрации, которую обсуждали на рабочей сходке за старообрядческим кладбищем Сормова. Началась волна непрерывных забастовок и столкновений с полицией, бастовало по нескольку тысяч человек, 17—18 февраля рабочими был создан Совет уполномоченных, который, 5 марта на общем собрании с заводской администрацией, выдвинул социальные требования 8-часового рабочего дня, повышение заработной платы, прекращение вычета 1 % заработной платы на нужды церкви и возвращение уволенных за участие в стачках. Администрация частично удовлетворила требования.
28 апреля произошла перестрелка во время стычек с полицией крупной демонстрации, забастовки отдельных цехов завода продолжались. Полицейские стали избегать вмешиваться в события, командир боевой дружины П. Мочалов потребовал от них прекратить присутствовать на сходках и собраниях, требование выполнили без всяких условий. В Нижнем Новгороде распространились слухи о Сормовском бунте, боясь что Сормово пойдёт на Нижний, состоятельные горожане стали покидать город, а из среды мелких и средних собственников формировалось черносотенное движение. Стремясь разрядить обстановку, администрация Сормовского завода пыталась провести масштабное празднование выпуска 1000-го паровоза с раздачей премий, однако, после панихиды по умершим директорам Фоссу и Богданову, рабочие потребовали отслужить панихиду и по расстрелянной 9 января в Москве демонстрации, затем сорвали трёхцветный флаг и разошлись.
9 июня, в полугодовую годовщину Кровавого воскресенья, на заводах города бастовало около 50 000 человек. Силы полиции, солдат и донских казаков заполнили улицы посёлка. У Дарьинского леса прошёл рабочий митинг, на котором решено было выступить против черносотенцев, совершивших в Нижнем Новгороде погром. 11 июня боевые дружины направились в город, в стычках с чёрной сотней было убито 6 и ранено 13 человек с обеих сторон. 15 июня Сормово вновь бастовало полностью. Министр Внутренних дел потребовал ликвидировать очаг беспорядков и администрация объявила локаут. С 1 августа завод закрылся, 12 000 рабочих было уволено. Это внесло раздор в ряды революционеров, однако потребность страны в военной продукции вынудила 17 августа вновь начать запуск оборудования, 25 августа завод работал полностью. Новый назначенный директор Н. Н. Приемский отличался деспотичным методом правления, но забастовки продолжались.
14 октября Сормово влился во всероссийскую забастовку, начатую московскими железнодорожниками, стачка разрасталась. Царский Манифест 17 октября 1905 года, обещавший демократические свободы, вызвал всеобщее ликование. 18-го утром многотысячная толпа двинулась от ворот завода в сторону города, где влилась в 45-тысячную манифестацию на Благовещенской площади, которая потребовала освобождения из тюрем революционеров, тюремное начальство открыло камеры, попытка прорваться на территорию Нижегородского Кремля не удалась, демонстрантов задержали солдаты, готовые стрелять на поражение.
Революционные силы вышли из подполья и начали кипучую деятельность, явочным порядком захватив в Сормово здание народной столовой, разместили в нём комитеты большевиков, меньшевиков и эсеров, организацию цеховых уполномоченных, боевые дружины, рабочую милицию и народный суд. 2 месяца завод находился в руках рабочих, в цехах делали самодельное оружие. В противовес им создавались организации черносотенного толка — «Союз Михаила архангела», «Белое знамя», «Союз русского народа».

#### Декабрьские вооруженные столкновения
8 декабря, после политической стачки в Москве, обстановка в Сормово обострилась, губернатор Фредерикс затребовал войска у командующего Московским округом. 12 декабря предприятие влилось во всеобщую Нижегородскую стачку, после вооруженного столкновения с казаками и полицией здание народной школы в Сормово было захвачено и разгромлено, вечером пьяные казаки устроили общий террор на улицах посёлка. На проведённом ночью собрании рабочие боевые дружины объединились в количестве 150 человек под руководством П. Мочалова и М. Перфильева, опорным пунктом выбрали каменное здание 3-этажной школы, вокруг которой возвели баррикады, 13 декабря начались бои, первый приступ был отбит. 14 декабря начался артиллерийский обстрел школы, потеряв около 40 человек убитыми и 100 ранеными, боевики под прикрытием темноты покинули школу и отступили в ближайший лес, где рассеялись, восстание было подавлено. Ещё 2 дня продолжались баррикадные бои в Канавино. С 16 декабря Нижегородская губерния была объявлена на положении чрезвычайной охраны, полиция стреляла по улицам и окнам домов, терроризируя население, врывалась в дома, избивала и арестовывала неугодных. Полицейские репрессии поощрялись администрацией, арестовано около 300 человек, рабочие организации были разгромлены, многие активисты убиты или арестованы, остальные, скрываясь от преследования, покинули Сормово. Завод стоял, 50 000 населения посёлка находилось в осаде, на улицах запрещалось встречаться более чем по 2 человек.

#### Период между революциями
Новый наём рабочих начался 12 января 1906 года. С учётом чёрных списков первоначально было набрано только 20 % прежнего состава, система штрафов возобновилась. С марта вновь началась нелегальная работа большевиков, базой стала сормовская земская школа, активно использовались и легальные организации: профессиональное общество сормовских рабочих, общество трезвости, общество распространения народного образования, больничные кассы. Из всех организаций РСДРП Нижнего Новгорода сормовская была наиболее организованной и глубоко законспирированной.
Стачечное движение пошло на спад, для заглушения революционного духа в каждом цеху полагалось отмечать религиозные праздники в честь определённых святых. Молебны проходили в присутствии администрации. После первой русской революции завод вступил в период промышленной депрессии. В конце 1907 года новый директор Н. Д. Москвин стал вводить новые ограничительные и запретительные меры, на 1 июля 1908 года на заводе работало 3852 человека.
8 апреля 1912 года, после расстрела рабочих на Ленских приисках, атмосфера вновь начала накаляться, губернатор готовился к отправке в Сормово 37-го пехотного полка. 18 апреля у проходной собрался стихийный митинг, на котором приняли резолюцию в социал-демократическую фракцию 3-й государственной думы. На следующий день в цехах начались забастовки протеста, 20 апреля 6000 рабочих на 2 дня организованно покинули завод, сормовичи направляли организаторов стачек на другие заводы города. Завод бурлил весь 1912 год, разные цеха периодически бастовали, то и дело возникали стычки с полицией и драки. В отличие от 1905 года, чаще выдвигались политические требования. Для подавления выступлений недалеко от Сормова, в Мурзаевской даче, квартировались 37-й Екатеринбургский пехотный полк и 2 роты 38-го пехотного Тобольского полка. Каждое 1 мая рабочие выходили на массовые забастовки и митинги, стачечное и революционное движение вновь нарастало, бастовали в солидарность с забастовками Бакинских нефтяников, протестуя против расстрела рабочих Путиловского завода и т. п.
В 1914 году, после начала Первой мировой войны администрация поспешила сдать в армию, в первую очередь, самых политически неблагонадёжных, однако затянувшаяся война вызвала ухудшение социальной обстановки, зарплаты не росли, цены поднимались, из-за наплыва людей в посёлке начался квартирный кризис. 3 июня 1916 года возникли стихийные беспорядки, вызванные повышением цен, в которых участвовало около 25 000 человек. Для усмирения пришлось применять полицию и войска. В июле вновь возникли волнения, поводом для которых послужил отказ платить за сверхурочную работу, бастовало около 15 000 человек. Рабочие захватили и отключили электростанцию, завод встал. 26 июля посёлок и завод были оцеплены войсками жандармами и полицией. Губернатор Гирс на чрезвычайном совещании объявил, что требования рабочих составлены под влиянием немецких шпионов, начались аресты.

#### Февральская и Октябрьская революции 1917 года

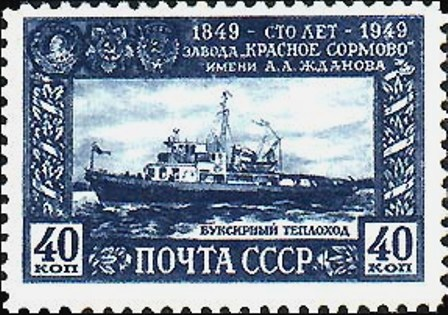
Почтовая марка, 1949 год. 100-летие завода транспортного машиностроения "Красное Сормово" имени А. А. Жданова. Буксирный теплоход.

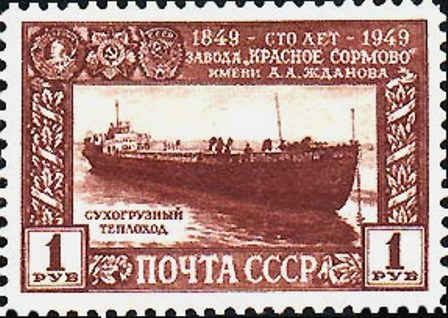
Почтовая марка, 1949 год. 100-летие завода транспортного машиностроения "Красное Сормово" имени А. А. Жданова. Сухогрузный теплоход "Большая Волга".

9 января 1917 года, в 12-ю годовщину Кровавого воскресенья, вновь начались митинги и забастовки. В городе и пригородах введено осадное положение, в Сормово и Канавино направлены войска. Падение царского режима в феврале вызвало всеобщие волнения, около 500 солдат, отправленных на усмирение беспорядков, ничего не смогли сделать, солдаты, расквартированные в Сормово, покинули посёлок и возвратились в казармы, после чего, 1 и 2 марта, приняли участие в многолюдных демонстрациях и митингах. Сормово поднялось со всем городом и 2 марта губернатора Алексея Федоровича Гирса и часть чиновников местной власти арестовали, полиция и жандармы скрылись и частично были разоружены. Новым губернатором (губернским комиссаром Временного правительства) стал дворянин Демидов, городским главой — пароходовладелец Сироткин, начальником гарнизона генерал Плючинский. В Сормово высшей властью стал самопровозглашенный Комитет общественной безопасности и порядка (53 человек), был избран и начал работу Временный совет рабочих депутатов Сормова и Канавино, который 8 марта, участвовал в избрании постоянного Нижегородского Совета. В Канавино и Сормово организуется рабочая милиция, которую оплачивают мелкие и средние предприниматели, возрождаются боевые дружины. По раскладу политических сил, после февральской революции, подавляющее большинство составили эсеры (до 3000 активных членов), численность большевиков и меньшевиков, в сумме, составляла около 300 человек В советах также были представлены либералы и беспартийные.
Новая политическая ситуация вызвала раскол политических сил. В то время как лидеры эсеров и меньшевиков склонялись к компромиссам с новой буржуазной властью, что вызывало отход от их идей рядовых членов, большевики, переработав программу своей партии, заняли сторону рабочих, оставшись в оппозиции и выступая за продолжение забастовочной борьбы и постепенно перехватывая лидерство в революционном движении. Экономическое положение продолжало ухудшаться, достигнув критических значений летом 1917 года.
20 июня в Сормово началась общая забастовка, которую впервые широко поддержали технические работники и служащие. Забастовка была хорошо организована, на заводе поддерживался порядок и дисциплина, запуск и остановка сложного оборудования проводились в соответствии с правилами, отпускалась только военная продукция с согласия стачкома и по обращениям воинских частей. 5 июля 1917 года вспыхнул мятеж солдат Нижегородского гарнизона, власть в городе временно перешла к Исполнительному комитету, который поддерживал связь со стачкомом Сормова, передав ему часть арсенала. 6 июля из Москвы в Нижний Новгород отправилась карательная экспедиция полковника Верховского, усиленная артиллерией и броневиками, и правительственная комиссия. Сормовский комитет принял решение не вступать в столкновения, спрятав оружие. 8 июля 18-дневная забастовка прекратилась. Экспедиция Верховского тоже не решилась на столкновения. Всё ограничилось волной арестов.

### Советский период
18 июня 1918 года постановлением Всероссийского Совета Народного Хозяйства завод был национализирован. В годы гражданской войны завод являлся основной судоремонтной базой Волжской военной флотилии.

#### Железнодорожный транспорт
Выпускаются усовершенствованные модификации паровоза Михайловского (тип 1-3-1).

1925—1927 годы «СУТ» (Сормовский усиленный тяжёлый).
1934—1935 годы «Су» (Сормовский усовершенствованный).
1936 год выпущено 135 узкоколейных паровозов.
Паровозостроение закончилось после ВОВ выпуском небольшой серии машин.

Всего на «Красном Сормове» выпущено 3468 паровозов.

Завод также строил бронепоезда, платформы для установки зенитных и полевых артиллерийских орудий, танк-паровозы (бестендерные) нормальной и узкой колеи, тендеры-конденсаторы с очень сложным механическим оборудованием, локомотивные (самоходные) вагоны (выпущено около 62 000 товарных и 2500 пассажирских вагонов).

#### Танкостроение

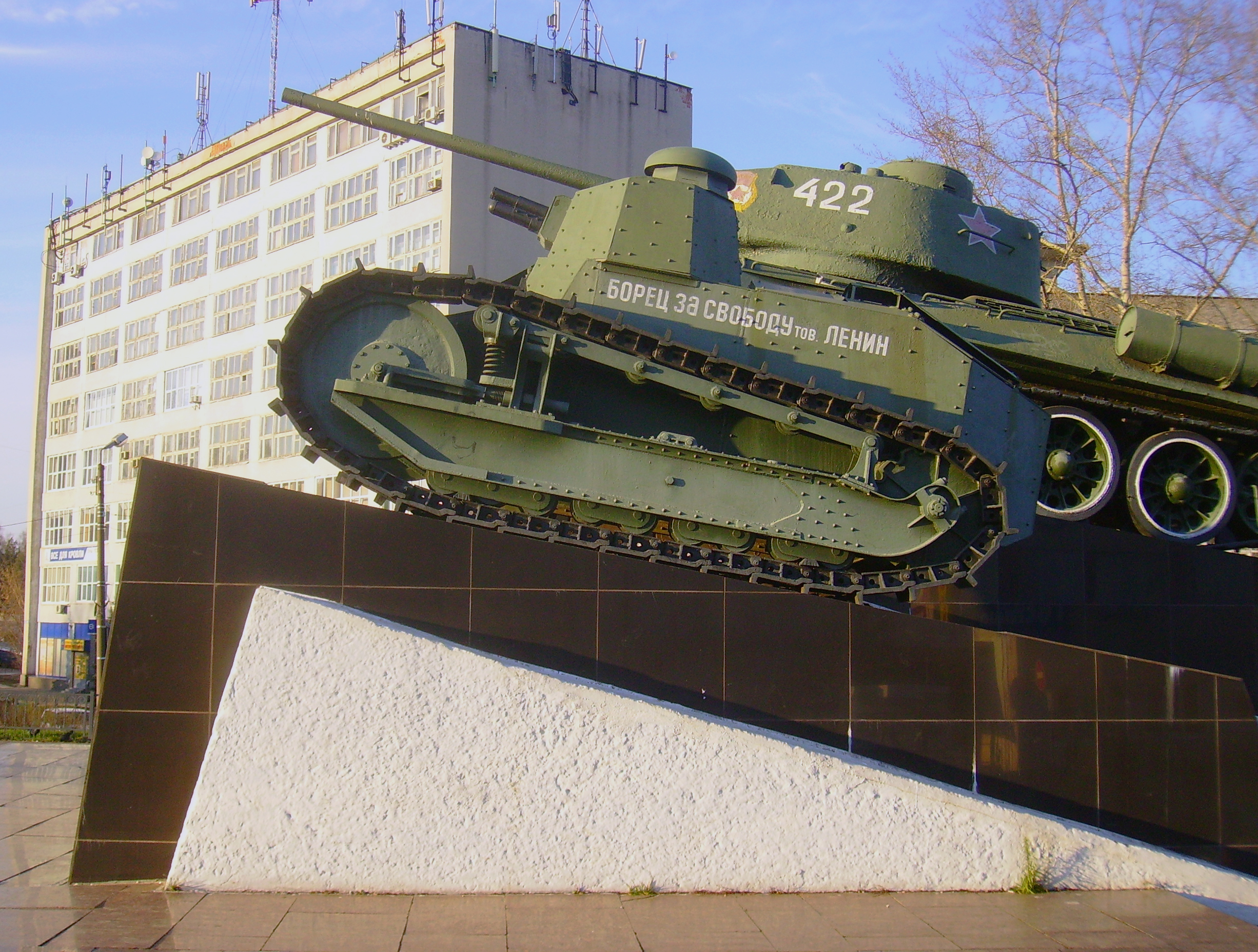
Монумент с танками у входа на завод.

В 1920 году на заводе были построены первые в России танки, первый из которых назывался «Борец за свободу товарищ В. И. Ленин». Во время Великой Отечественной войны постановлением Государственного комитета обороны СССР от 1 июля 1941 года на завод № 112 было возложено производство новейших танков Т-34, с требованием начать производство с 1 сентября 1941 года и выпустить до конца года 700—750 танков. Имея огромнейшие технологические и кадровые проблемы (включая разрыв ввиду войны многих связей со смежными предприятиями и поставщиками), завод смог выдать в назначенный срок только 161 танк. В результате директор завода Д. В. Михалёв был снят с должности и отдан под суд (позднее его решили не судить, назначив главным инженером завода). В 1942—1945 годах под руководством нового директора завода Ефима Рубинчика на предприятии во много раз было увеличено производство танков Т-34 (всего выпущено около 12 000 ед.).
Первые сверхплановые танки вышли из ворот «Красного Сормова» в июле 1942 года. В августе число выпущенных танков вновь было увеличено. В этом же месяце заводу, впервые за время войны, было вручено переходящее Красное Знамя Государственного Комитета Обороны. Сормовичи удерживали это знамя 33 месяца подряд. Это единственный подобный случай за всю историю Великой Отечественной войны. Знамя было оставлено заводу на вечное хранение. Сейчас оно находится в музее завода «Красное Сормово».

#### Строительство подводных лодок
С 23 февраля 1930 года началось производство подводных лодок для ВМФ СССР.
Первая ПЛ передана ВМФ в 1934 году (тактический № Щ-304 тип «Щука» III серии, названа «Комсомолец», так как деньги на строительство собирали комсомольцы всей страны).
Всего до начала Великой Отечественной войны построено:
- 11 подводных лодок типа «Щука»;
- 34 подводные лодки типа «С» IX-бис;
- 15 подводных лодок типа М — «Малютка».

В годы войны передано ВМФ ещё 27 сормовских подводных лодок.
После войны резко повысился темп строительства подводного флота:
- проект 613 — серия из 113 единиц (1953—1956);
- проект 633 — серия из 20 единиц (с 1958 года);
- проекты 670 «Скат» и 670М «Чайка» — атомная подводная лодка с крылатыми ракетами подводного старта (1967—1978);
- проект 671РТ «Семга» — многоцелевая атомная подводная лодка второго поколения (1972—1978);
- проект 641Б «Сом»;
- проект 877 «Палтус» (тип «Варшавянка») — дизель-электрическая подводная лодка (с 1979 года);
- проект 945 «Барракуда» (с 1984 года);
- проект 945А «Кондор» (1993).

Всего построено 275 боевых подводных лодок, в том числе 26 атомных.
18 января 1970 года в цехе, где строилась подводная лодка К-302 проекта 670 «Скат», произошёл несанкционированный запуск реактора. Помещение цеха подверглось радиоактивному заражению, многие рабочие получили большие дозы облучения. 
В 1955 году на «Красном Сормове» была создана первая в СССР промышленная установка непрерывной разливки стали (УНРС), созданная под руководством академика И. П. Бардина, удостоенного за эту работу Ленинской премии. Производительность установки достигала 20 тысяч тонн стали в месяц.
С 1950-х по 1989 год выпускаются бытовые стиральные машины «Волна».
С 1987 по 1993 год изготовлено 126 башенных кранов для домостроения.

#### Гражданское судостроение
С 1931 года начался выпуск буксиров мощностью 1200 л. с. типа «Красный шахтер», «Индустриализация» и «Коллективизация».
В 1933 году завод одним из первых в стране перешел на цельносварные корпуса.
В 1936 году со стапелей сошел флагман пассажирского флота «Иосиф Сталин», ответственный сдатчик Михаил Николаевич Фадеев.
В 1937 году для канала Москва — Волга построена флотилия комфортабельных пассажирских судов: четыре теплохода по 700 л. с. на 205 пассажиров, 6 катеров на 300 мест и 6 катеров на 150 мест.
Основная продукция в годы Великой Отечественной войны — танки Т-34 различных модификаций и подводные лодки.
Гражданское судостроение возобновлено 27 мая 1947 года закладкой теплохода «Большая Волга», затем строилась широкая номенклатура судов, сухогрузы, нефтеналивные суда, буксиры, паромы.
В конце 1950-х годов на заводе были разработаны и построены флагманы волжского пассажирского флота, дизель-электроходы «Ленин» и «Советский Союз».
В 1957—1959 годах отделом главного конструктора завода Красное Сормово (В. М. Керичев) был разработан сухогруз смешанного плавания типа «Балтийский» проекта 781, позволивший наиболее эффективно использовать преимущества Единой глубоководной системы Европейской части СССР по прямой доставке грузов в морские порты Европы. Суда подобного типа стали строиться крупными сериями, бесперевалочная доставка грузов приносила большой экономический эффект. В 1972 году группе работников завода за участие в создании и серийное строительство судов нового класса была присуждена Государственная премия СССР.
На заводе начал свою деятельность известный конструктор скоростных судов и экранопланов Ростислав Евгеньевич Алексеев:
- В 1941 году принят на работу контрольным мастером по выпуску танков Т-34.
- В начале 1943 года организована гидролаборатория под его руководством.
- С 1949 по 1951 год гидролаборатория успешно работает над проблемами торпедных катеров на подводных крыльях (Алексеев и его ближайшие помощники удостаиваются государственной Сталинской премии).
- В 1952 году на базе КБ «Гидролаборатория», опытного производства, научно-исследовательских лабораторий и экспериментальной базы при судостроительном заводе «Красное Сормово» создается Центральное конструкторское бюро по судам на подводных крыльях (ныне АО «ЦКБ по СПК им. Р. Е. Алексеева»).
- В августе 1957 года спущено на воду первое пассажирское судно на подводных крыльях «Ракета-1». Позже строились скоростные СПК — «Чайка», «Метеор», «Буревестник» и другие. Лидирующие позиции в области разработки судов на подводных крыльях (на то время) принесли заводу мировую славу и известность.
- В 1971 году построено и спущено на воду пассажирское судно на воздушной подушке "Сормович".

### Федеральный период
В 2004—2009 годах на заводе «Красное Сормово» было построено 7 танкеров серии 19619, заказанных Азербайджанским государственным Каспийским морским пароходством
В 2007 году предприятие фактически закончило техническое перевооружение. Рост объёмов производства 2006→2007 на заводе составил 16 %; к осени 2007 года уже заключены контракты на 2008—2009 годы.
В 2006—2008 годах: строительство четырёх сухогрузов для итальянской судоходной компании «Pietro Barbaro S.A.».
В 2007 году предприятие выполняло контракт с турецкой судоходной компанией «Palmali Group», который предусматривал строительство трёх танкеров проекта 19619.
2008 год — получен заказ Азербайджанского государственного Каспийского морского пароходства на танкер проекта 19619. Срок поставки судна заказчику — октябрь 2008 года. Танкер был сдан в эксплуатацию 20 декабря 2008 года. Грузоподъёмность танкера составила 13 000 тонн.
2011—2012 год — спущено на воду 8 танкеров для компании Волго-Балт-Танкер.
Начиная с 2009 года для Государственной службы морского и речного транспорта Туркменистана было построено 6 нефтеналивных танкеров — «Сумбар», «Хазар», «Джейхун», «Этрек», «Аладжа», «Кенар».

Танкер «Механик Погодин»

Несколько танкеров по проекту 19614 строится для компании ООО «В. Ф. Танкер». Все они названы в честь работников предприятия «Волжское пароходство», погибших во время Великой Отечественной войны («Механик Антонов», «Механик Белов», «Механик Ерохин», «Механик Парамонов», «Механик Пантелеев» и «Механик Погодин»).
В конце марта 2017 на заводе заложено второе судно проекта PV300 — первого за 60 лет круизного речного судна в России и СССР. Оно является несколько упрощенным вариантом заложенного в 2016 году на заводе «Лотос» в Астраханской области головного судна «Пётр Великий» проекта PV300VD. В 2020 году получивший название «Мустай Карим» корабль совершил свой первый круиз.
В декабре 2019 года заключен контракт на строительство девяти сухогрузов проекта RSD59. Они должны были быть построены до ноября 2021 года.
С 2023 года на верфи ведётся строительство серии круизных лайнеров из трёх судов проекта 00840 «Карелия». Головное судно проекта — «Николай Жарков» — заложено 28 апреля 2023 года, второе — 26 мая 2023 года, третье — 22 июня 2023 года. В июле 2025 головное судно было спущено на воду, до конца 2025 года теплоход планируется сдать в эксплуатацию, чтобы в навигацию 2026 года вывести его на туристические маршруты.

## Награды завода
- 1870 — Бронзовая медаль за введение литья стали по методу Сименса-Мартена на Всероссийской промышленной выставке в Санкт-Петербурге.
- 1872 — Право изображения государственного герба, что приравнивалось к золотой медали, на Всероссийской выставке в Москве. Экспонировались: кресло-кроватный вагон I кл; вагон-ледник.
- 1885 — Диплом I разряда приравнивался к золотой медали. За отличную работу пароходного вала с отделанными шейками на районной промышленной и сельскохозяйственной выставке в Нижнем Новгороде отмечен Императорским техническим обществом.
- 1896 — На Всероссийской торгово-промышленной выставке в Нижнем Новгороде демонстрировались часть корпуса морской шхуны, паровой котёл, паровые машины, вагоны.
- 1910 — Большая золотая медаль за двигатель «Бронса» на сельскохозяйственной выставке в Елизаветграде.
- 1910 — Большая серебряная медаль за двигатель «Лиценмайер» на выставке в Санкт-Петербурге.
- 1910 — Большая золотая медаль за двигатель «Лиценмайер-Сормово» на выставке в Екатеринославе.
- 1939 — Орден Трудового Красного Знамени в ознаменование 90-й годовщины завода.
- 1943 — Орден Ленина за успешное выполнение задания по производству танков и бронекорпусов.
- 1945 — Орден Отечественной войны I степени за выпуск танков и оборонной продукции.
- 1949 — Орден Ленина к 100-летию завода.
- 1958 — Большая золотая медаль за дизель-электроход «Советский Союз» на Брюссельской международной выставке.
- 1958 — Большая золотая медаль за разъездной катер на подводных крыльях на Брюссельской международной выставке.
- 1970 — Орден Октябрьской революции.

## В культуре
- К 100-летию Сормовского завода в 1949 году была выпущена песня «Сормовская лирическая» (музыка Б. А. Мокроусова, слова Е. А. Долматовского).
- На заводе снимался художественный фильм 1971 года «У нас на заводе» — сценарий фильма построен на материале жизни завода, съёмки велись в цехах, на стапелях.[31]

## Директора
- Алексей Иванович Узатис, 1849—1870
- Константин Михайлович Окунев[32], 1870—1875
- Фёдор Осипович Аштон, 1875—1883
- Рейнер, 1883—1885
- Воронцов Владимир Васильевич, 1885—1897
- Фёдор Андреевич Фосс[33], 1897—1900
- Алексей Павлович Мещерский, 1900—1905
- Николай Николаевич Приемский[34], 1905—1907
- Николай Дмитриевич Москвин, 1907—1912
- Виктор Палладиевич Ивицкий, 1912—1914
- Сергей Александрович Хренников, 1914—1918
- Иван Гаврилович Макаров, 1918—1919
- Александр Сергеевич Чернов, 1919—1921
- Николай Дмитриевич Данилов, 1921—1922
- Василий Иванович Курицын, 1922—1927 и 1932—1933
- Михаил Иванович Ершов, 1927
- Павел Фёдорович Лаврентьев, 1927—1929
- Василий Кузьмич Воинов, 1929—1930
- Александр Фёдорович Ефремов, 1931—1932
- Сурков Михаил Архипович, 1933—1937
- Иван Васильевич Мочалов, 1937—1939
- Дмитрий Васильевич Михалёв, 1940—1942
- Ефим Эммануилович Рубинчик, 1942—1949
- Николай Иванович Смирнов, 1949—1950
- Николай Николаевич Смеляков, 1950—1955
- Александр Иванович Ляпин, 1955—1960
- Михаил Афанасьевич Юрьев, 1960—1974
- Николай Ефимович Леонов, 1974—1984
- Николай Сергеевич Жарков, 1984—2018
- Михаил Николаевич Першин, 2018-2024